# Bupalus postclara
Bupalus postclara är en fjärilsart som beskrevs av Barend J. Lempke 1970. Bupalus postclara ingår i släktet Bupalus och familjen mätare. Inga underarter finns listade i Catalogue of Life.